# Kia Carens
La Kia Carens (in alcuni mercati chiamata Kia Rondo) è una monovolume di fascia media prodotta dalla Kia Motors dal 1999. Ne sono state prodotte 4 serie: la prima dal 1999 al 2006, la seconda dal 2006 al 2013, la terza dal 2013 al 2019, la quarta dal 2022.

## Prima serie (1999-2002)
La prima generazione di Kia Carens è stata presentata nel 1999 e importata in Europa ed in Italia soltanto a dicembre del 2000, equipaggiata con un motore da un 1.8 l a benzina capace di erogare 110 CV e 81 Kw. Gli allestimenti erano LS Top ed LS Comfort.

## Seconda serie (2002-2006)

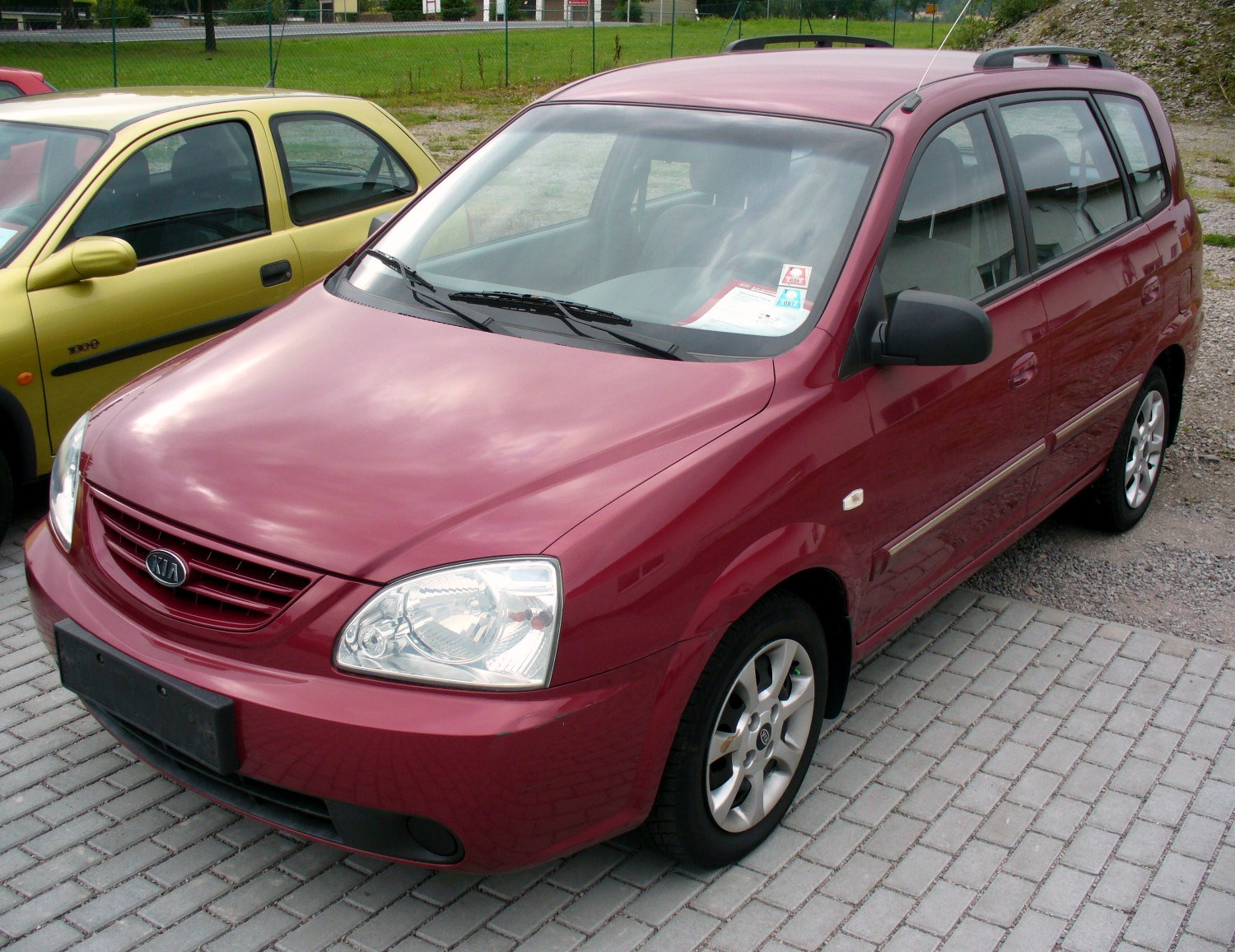
La Carens della seconda serie

Dopo tre anni dal debutto commerciale, per la Carens/Rondo arriva un restyling molto marcato. Il frontale è stato completamente ridisegnato, così come i parafanghi. Arrivano nuovi retrovisori, dei nuovi cerchi in lega e un giro porte modificato, mentre al posteriore cambiano il portellone, i gruppi ottici e i paraurti.
Internamente, invece appare una plancia completamente diversa da quella precedente, molto più elegante e curata di quella precedente.
Novità anche nella gamma motori: il 1.8 a benzina guadagna 16 CV, arrivando alla potenza di 92 Kw e 126 CV e viene introdotta anche una novità: la versione diesel, spinta da un 2.0 CRDi da 112 CV e 82 Kw.